# Modulo artiniano
In matematica, un modulo artiniano è un modulo su un anello {\displaystyle A} tale che l'insieme dei suoi sottomoduli soddisfa la condizione della catena discendente. Un anello che è un modulo artiniano su sé stesso è detto anello artiniano; entrambe le nozioni prendono nome da Emil Artin.
La definizione di modulo artiniano è in un certo senso duale a quella di modulo noetheriano.

## Definizione
Sia {\displaystyle M} un modulo sinistro su un anello {\displaystyle A}. {\displaystyle M} è un modulo artiniano se ogni catena discendente di sottomoduli
{\displaystyle N_{0}\supseteq N_{1}\supseteq \cdots \supseteq N_{i}\supseteq \cdots }
si stabilizza, ovvero se esiste un indice {\displaystyle \alpha } tale che {\displaystyle N_{\alpha }=N_{i}} per ogni {\displaystyle i>\alpha }. Analoghe definizioni valgono se {\displaystyle M} è un modulo destro.
Se {\displaystyle M=A} è artiniano con la struttura di {\displaystyle A}-modulo sinistro (ovvero quella in cui i sottomoduli sono i suoi ideale sinistri) allora {\displaystyle M} è detto anello artiniano sinistro; analogamente, è detto anello artiniano destro se è artiniano come {\displaystyle A}-modulo destro. Nel caso in cui {\displaystyle A} sia contemporaneamente artiniano sinistro e destro è detto semplicemente "artiniano".

## Esempi e proprietà
Ogni modulo finito è artiniano (in quanto contiene solo un numero finito di sottomoduli).
Se {\displaystyle M} è un modulo artiniano, allora ogni suo sottomodulo e ogni suo quoziente è ancora artiniano; inoltre, la somma diretta di un numero finito di moduli artiniani è ancora artiniana. Ad esempio, se {\displaystyle K} è un campo, allora ogni spazio vettoriale (ovvero ogni {\displaystyle K}-modulo) di dimensione finita è un modulo artiniano (essendo la somma diretta di una quantità finita di copie di {\displaystyle K}).
Data una successione esatta
{\displaystyle 0\longrightarrow L\longrightarrow M\longrightarrow N\longrightarrow 0},
{\displaystyle M} è un modulo artiniano se e solo se lo sono sia {\displaystyle L} che {\displaystyle N}.
Ogni modulo artiniano finitamente generato su un anello commutativo è noetheriano. Questa proprietà non è valida in generale: ad esempio, il gruppo di Prüfer {\displaystyle \mathbb {Z} (p^{\infty })} (isomorfo, ad esempio, al gruppo moltiplicativo di tutte le radici {\displaystyle p^{n}}-esime dell'unità, con {\displaystyle p} primo fissato e {\displaystyle n} che varia tra i numeri naturali) è uno {\displaystyle \mathbb {Z} }-modulo artiniano ma non noetheriano. Un modulo è contemporaneamente artiniano e noetheriano se e solo se ha lunghezza finita.